# ERS-416

Escudo da rodovia

A RS-416 é uma rodovia brasileira do estado do Rio Grande do Sul. Pela direção e sentido que ela percorre, é considerada uma rodovia de ligação.